# Primarias presidenciales de la Concertación de 1993
Las primarias presidenciales de la Concertación de Partidos por la Democracia del año 1993 fue el sistema electoral para definir al candidato presidencial de tal coalición chilena, para la elección presidencial de 1993. En ella se enfrentaron Eduardo Frei Ruiz-Tagle, hijo del expresidente Eduardo Frei Montalva y candidato por el Partido Demócrata Cristiano (PDC), y Ricardo Lagos Escobar, candidato por el Partido Socialista de Chile (PS), el Partido por la Democracia (PPD), el Partido Radical (PR) y el Partido Socialdemocracia Chilena (SDCH).
Tras la elección del 23 de mayo, una convención celebrada el 30 de ese mismo mes proclamó a Frei Ruiz-Tagle como candidato presidencial por la Concertación, quien en diciembre de 1993 fue elegido para la primera magistratura del país con un 57,98 %, una de las cifras más altas de elección de un presidente en la historia de Chile.

## Definición de candidaturas
Hacia fines de 1992, ya comenzaban a presentarse precandidaturas al interior de la Concertación de Partidos por la Democracia para la elección presidencial de 1993. Fue el mismo gobierno el que instó a los partidos del oficialismo a la búsqueda un candidato común, tras los buenos resultados obtenidos en las elecciones municipales de 1992.
Por el Partido Demócrata Cristiano (PDC) se presentó el ingeniero civil Eduardo Frei Ruiz-Tagle, hijo del expresidente Eduardo Frei Montalva, quien a pesar de su haber entrado de lleno en la política en 1986, tenía como ventaja su primera mayoría nacional al ser electo senador por Santiago Oriente en 1989, además de ser presidente de la PDC. Frei Ruiz-Tagle se impuso cómodamente a otros nombres que sonaban en la colectividad, como Gabriel Valdés, Andrés Zaldívar, Alejandro Foxley y Narciso Irureta, siendo proclamado el 13 de diciembre de 1992.
Mientras tanto, dentro del sector izquierdista de la Concertación, bloque liderado por los partidos Socialista (PS) y Por la Democracia (PPD) se levantó la candidatura de Ricardo Lagos, abogado y economista, quien renunció al Ministerio de Educación el 28 de septiembre de 1992 para presentarse como precandidato.
El Partido Radical (PR) proclamó al senador Anselmo Sule como su candidato presidencial el 15 de agosto de 1992, aunque este declinó su postulación en favor de Lagos.

## Campaña y elección

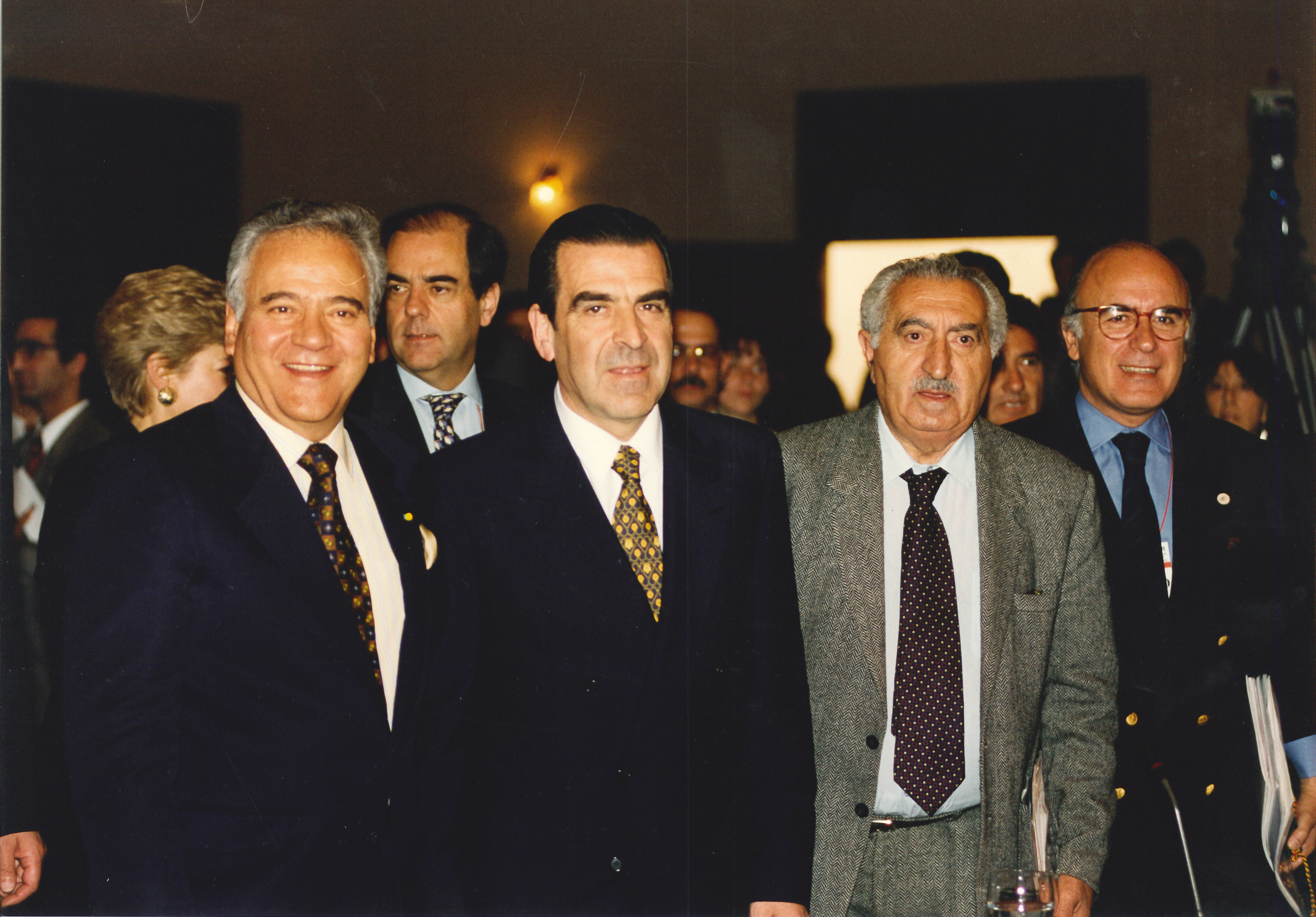
Eduardo Frei Ruiz-Tagle con otros personeros de la Concertación en 1993.

La Concertación creó una comisión de políticos para estudiar los métodos para nominar a su candidato presidencial, la cual estuvo compuesta por Genaro Arriagada (PDC), Erich Schnake (PPD), Benjamín Teplizky (PR) y Hernán Vodanovic (PS). La llamada «Comisión Teplizky» entregó a los partidos de la Concertación el 8 de enero de 1993 ocho alternativas para la elección, de las cuales se eligió la realización de elecciones primarias para los militantes y adherentes previamente inscritos de los partidos de la coalición, además de una convención que se conformaría por 3000 delegados, de los cuales un 60% serían elegidos en relación con los resultados de la primaria, y un 40% nominados por los comandos de Frei y Lagos, en proporción a los resultados obtenidos en las municipales de 1992.
El 20 de mayo, Lagos y Frei protagonizaron el único debate televisado de la elección, que fue moderado por el periodista Sergio Campos y obtuvo 20
puntos de rating.
Las primarias se celebraron el domingo 23 de mayo de 1993, dando como ganador a Eduardo Frei por un 64 % de los votos. La contundencia de la votación de Frei hizo que Lagos reconociera rápidamente su derrota, dejando el camino llano a la convención de la primaria y a la definición de las candidaturas de la Concertación para las elecciones parlamentarias.
La convención de la Concertación fue celebrada en el Edificio Diego Portales, en Santiago, el día 30 de mayo. Del total de integrantes, 1924 fueron para Frei y 1076 para Lagos, siendo el primero proclamado candidato presidencial de la Concertación.

## Candidatos
Los candidatos para las primarias de la Concertación fueron:
| Nombre | Nombre                         | Apoyo político | Candidatura |
| ------ | ------------------------------ | -------------- | --- |
|        | Eduardo Frei Ruiz-Tagle (PDC)  | PDC            | Senador, elegido en 1989 con la primera mayoría nacional. Durante la dictadura de Pinochet impulsó el Comité Pro Elecciones Libres y participó activamente en la campaña del No para el plebiscito de 1988. Entre 1991 y 1993 fue presidente del Partido Demócrata Cristiano tras resultar electo con más del 70% de los votos. |
|        | Ricardo Lagos Escobar (PPD/PS) | PS PPD PR SDCH | Fue ministro de Educación de Patricio Aylwin, entre 1990 y 1992. También fue presidente de la Alianza Democrática durante la dictadura, y uno de los principales líderes de la oposición para el plebiscito de 1988. |

## Resultados de la primaria

### Nacional
Los resultados de la primaria del 23 de mayo de 1993 fueron:
|  | 63,32 % |

|  | 36,68 % |

### Por región
| Región        | Adherentes | Adherentes | Adherentes | Adherentes | Militantes | Militantes | Militantes | Militantes |
| Región        | Lagos      | Lagos      | Frei       | Frei       | Lagos      | Lagos      | Frei       | Frei       |
| Región        | Votos      | %          | Votos      | %          | Votos      | %          | Votos      | %          |
| ------------- | ---------- | ---------- | ---------- | ---------- | ---------- | ---------- | ---------- | ---------- |
| Tarapacá      | 3260       | 44,79 %    | 4019       | 55,21 %    | 984        | 45,70 %    | 1169       | 54,30 %    |
| Antofagasta   | 4583       | 45,62 %    | 5464       | 54,38 %    | 1079       | 40,16 %    | 1608       | 59,84 %    |
| Atacama       | 1996       | 43,16 %    | 2629       | 56,84 %    | 629        | 53,26 %    | 552        | 46,74 %    |
| Coquimbo      | 5025       | 39,67 %    | 7642       | 60,33 %    | 1772       | 45,30 %    | 2140       | 54,70 %    |
| Valparaíso    | 12 331     | 33,69 %    | 24 269     | 66,31 %    | 3886       | 30,86 %    | 8707       | 69,14 %    |
| Metropolitana | 41 011     | 39,35 %    | 63 201     | 60,65 %    | 15 089     | 42,24 %    | 20 630     | 57,76 %    |
| O'Higgins     | 4162       | 30,68 %    | 9403       | 69,32 %    | 1680       | 33,75 %    | 3298       | 66,25 %    |
| Maule         | 6064       | 30,48 %    | 13 829     | 69,52 %    | 2239       | 34,28 %    | 4292       | 65,72 %    |
| Biobío        | 11 273     | 31,80 %    | 24 173     | 68,20 %    | 3011       | 38,58 %    | 4794       | 61,42 %    |
| Araucanía     | 4036       | 23,77 %    | 12 941     | 76,23 %    | 1583       | 32,49 %    | 3289       | 67,51 %    |
| Los Lagos     | 7237       | 32,48 %    | 15 044     | 67,52 %    | 3160       | 41,22 %    | 4506       | 58,78 %    |
| Aysén         | 791        | 37,88 %    | 1297       | 62,12 %    | 363        | 41,77 %    | 506        | 58,23 %    |
| Magallanes    | 3256       | 45,74 %    | 3862       | 54,26 %    | 977        | 49,62 %    | 992        | 50,38 %    |
| Total         | 105 025    | 35,87 %    | 187 773    | 64,13 %    | 36 452     | 39,22 %    | 56 483     | 60,78 %    |

## Resultados de la convención

Convención de la primaria. Leyenda:
Del. primaria Frei: 1124 delegados
Del. comando Frei: 800 delegados
Del. comando Lagos: 400 delegados
Del. primaria Lagos: 676 delegados

Los resultados de la convención del 30 de mayo de 1993 fueron:
|  | 1924 |

|  | 1076 |